# Turnyr

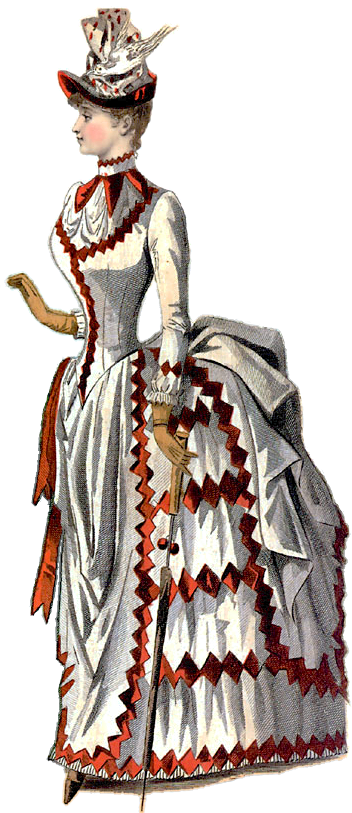
Kvinna med turnyr.

Anna Norrie klädd i turnyr.

Turnyr[uttal saknas], från franskans tournure, vändning, var ett underplagg som användes under 1870-talet och 1880-talet. Det var en anordning som bärs under klänningen för att ge kjolen en bakåt pösande form. 

## Historia
Turnyren hade förebilder inom modet under 1680-och 1690-talen, då det var modernt att drapera kjolarna bakåt och där samla dess vidd. Under 1780-talet blev det återigen modernt med konstfärdiga draperingar på baksidan av kjolen, och det förekom ibland att en liten kudde bars under släpet för att få denna effekt. 
Den riktiga turnyren utvecklades som en fortsättning av krinolinen, som under 1860-talet alltmer började fokusera vidden åt baksidan. Krinolinen utvecklades på 1860-talet till en "halvkrinolin", en så kallad "krinolett", med vidden endast åt sidorna och bakåt. Till slut låg vidden endast bakåt, och då de nedersta ringarna på krinolinen togs bort hade halvkrinolinen utvecklats till en turnyr, som lanserades på den sista kejsarbalen i Paris år 1870.
Kjolarna skulle då vara skurna nästan raka och släta på framsidan och på sidorna, men rikligt draperad på baksidan, ofta med ett släp. Turnyren var modern under två modeperioder: först mellan 1870 och 1877, då den satt ganska högt upp, eftersom modet under denna tid föreskrev en relativt hög sittande midja. Mellan 1877 och 1882 användes sedan draperingarna utan turnyr och istället draperade runt benen, vilket gav en ovanligt snäv silhuett, då midjan återigen hamnade på sin naturliga plats. År 1882 blev turnyren modern igen, och växte sig under 1887–1888 mycket stor, innan den försvann 1888-1889.

## Jämförelser
De amerikanska urinvånarna använde ett liknande plagg vid traditionella danser. Där var det männen som bar turnyren, och den var smyckad med fjädrar från örn eller hök.
En teori hävdar att turnyren hämtat sin inspiration från det kroppsliga tillstånd som kallas för steatopygi (fettgump). Än idag är steatopygi vanligt förekommande hos delar av urbefolkningen i exempelvis södra Afrika. Förmågan att lagra fett, alltså energi eller kalorier, i stussvävnaden kan ha haft ett positivt överlevnadsvärde sett ur ett evolutionärt perspektiv. Denna kvinnliga kroppsform kan därmed ha utövat en sexuellt associerad attraktionskraft på män som vill optimera sin avkommas överlevnadschanser. Krinolinens, och framför allt turnyrens popularitet, sammanföll i stora drag med de europeiska staternas strävanden att kolonisera Afrika, varvid kontakter med den afrikanska urbefolkningen etablerades och blev allt vanligare. Huruvida dessa kontakter ledde till det ökade intresset för turnyren är inte säkerställt.

## Bilder

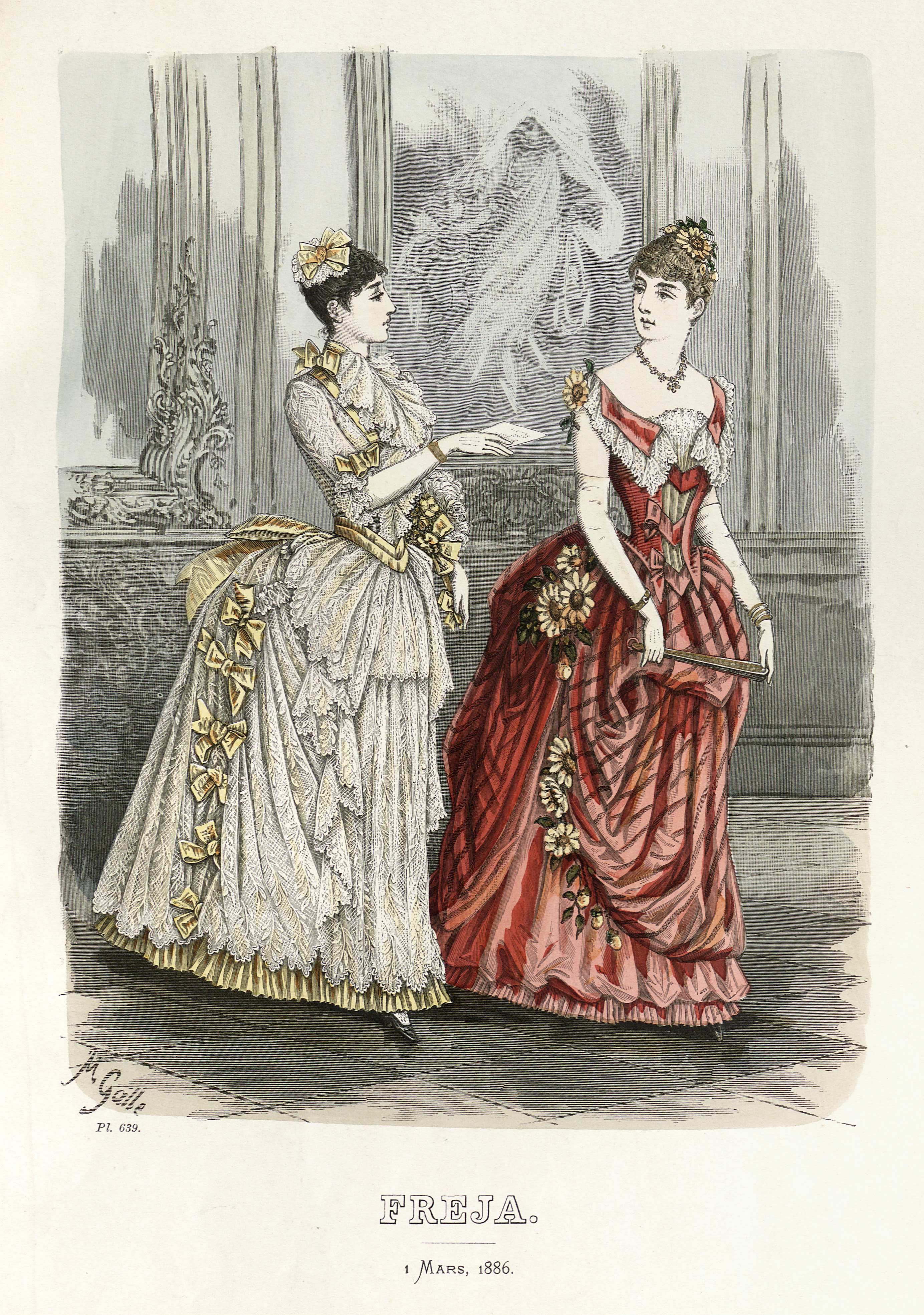
Balklänningar med turnyr. Ur Freja: illustrerad skandinavisk modetidning 1886.
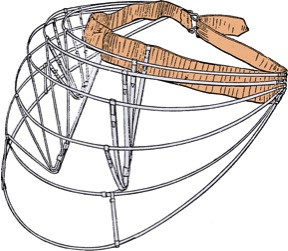
Tournure
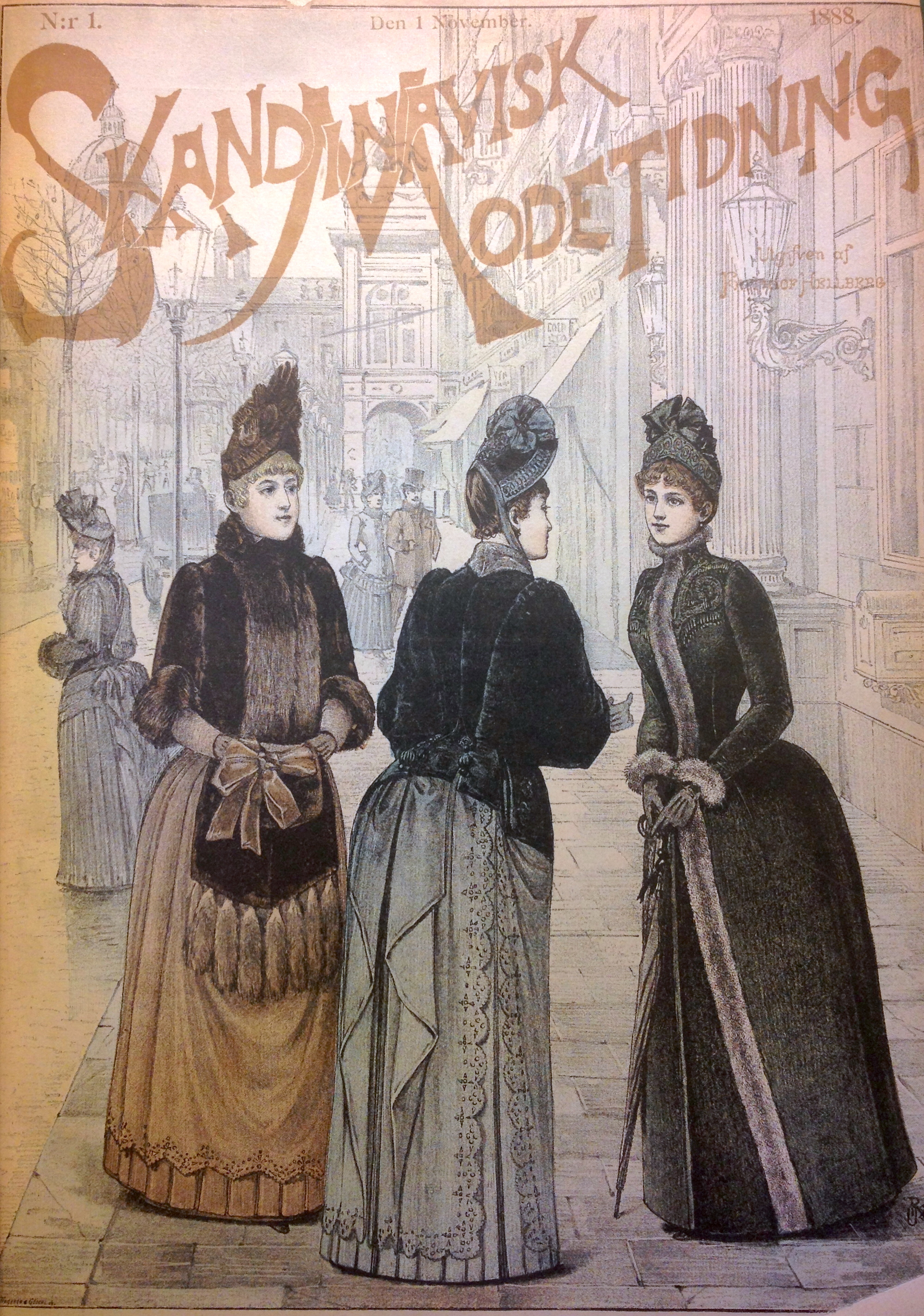
Turnyrklädsel utomhus. Ur Skandinavisk modetidning 1888.
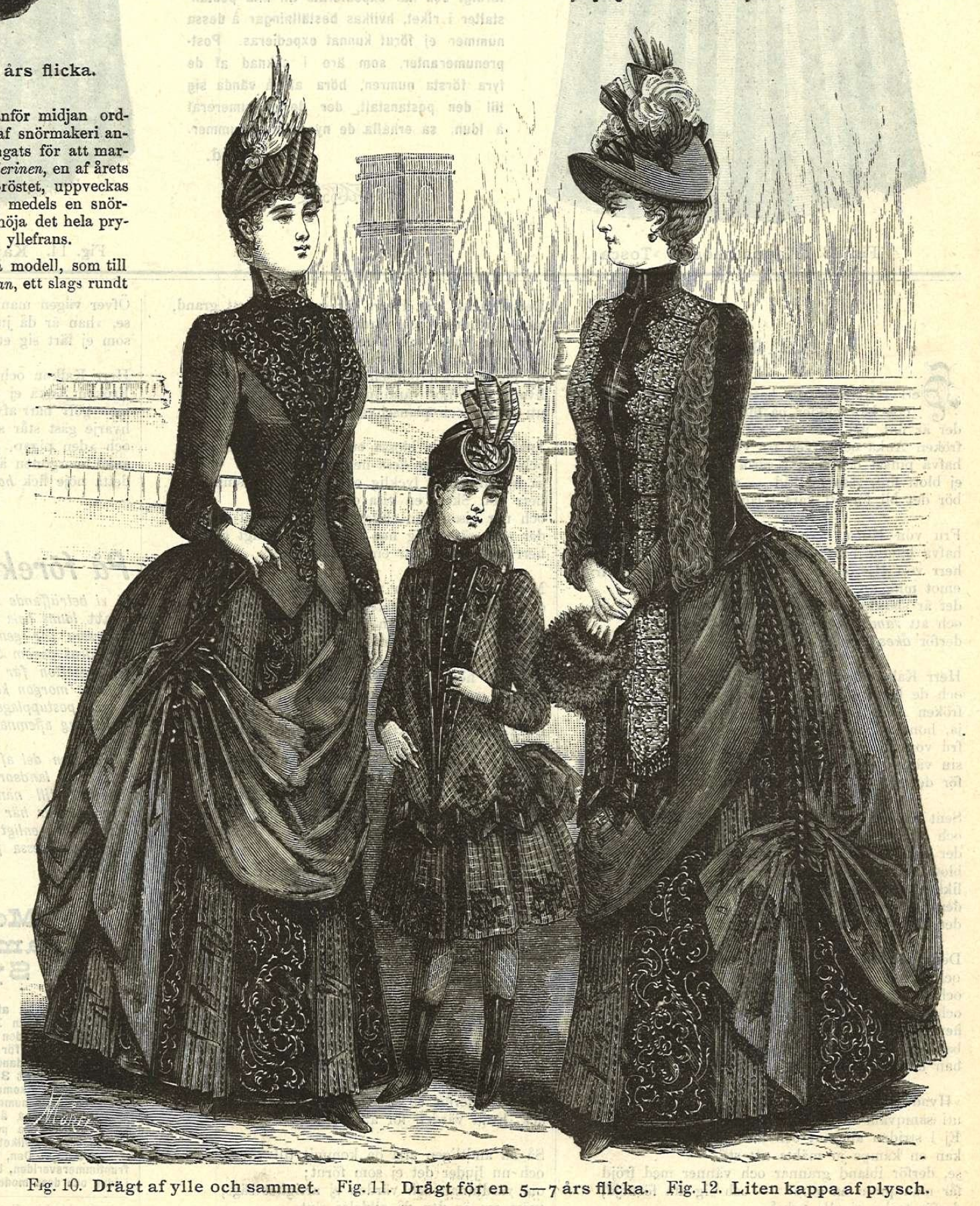
Turnyrklädda damer och ung flicka ur tidningen Idun 1888.
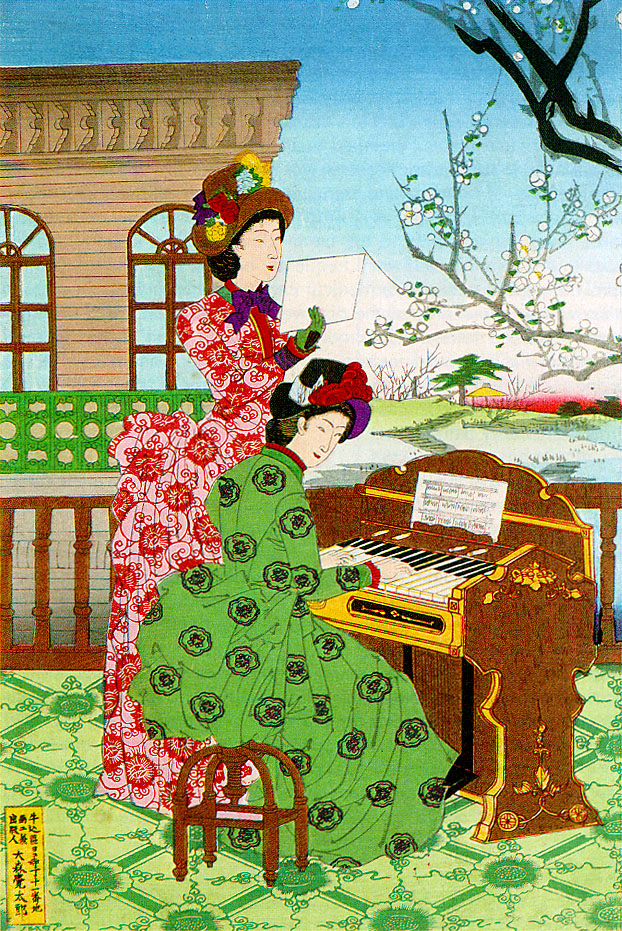
Japanska kvinnor klädda i västerländskt turnyrmode 1887.
Foto på Wilhelmina von Hallwyl från 1870-talet.
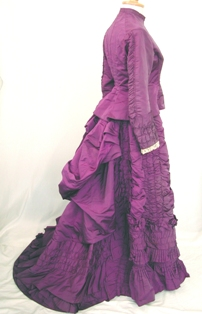
Kvinna med tidig turnyr
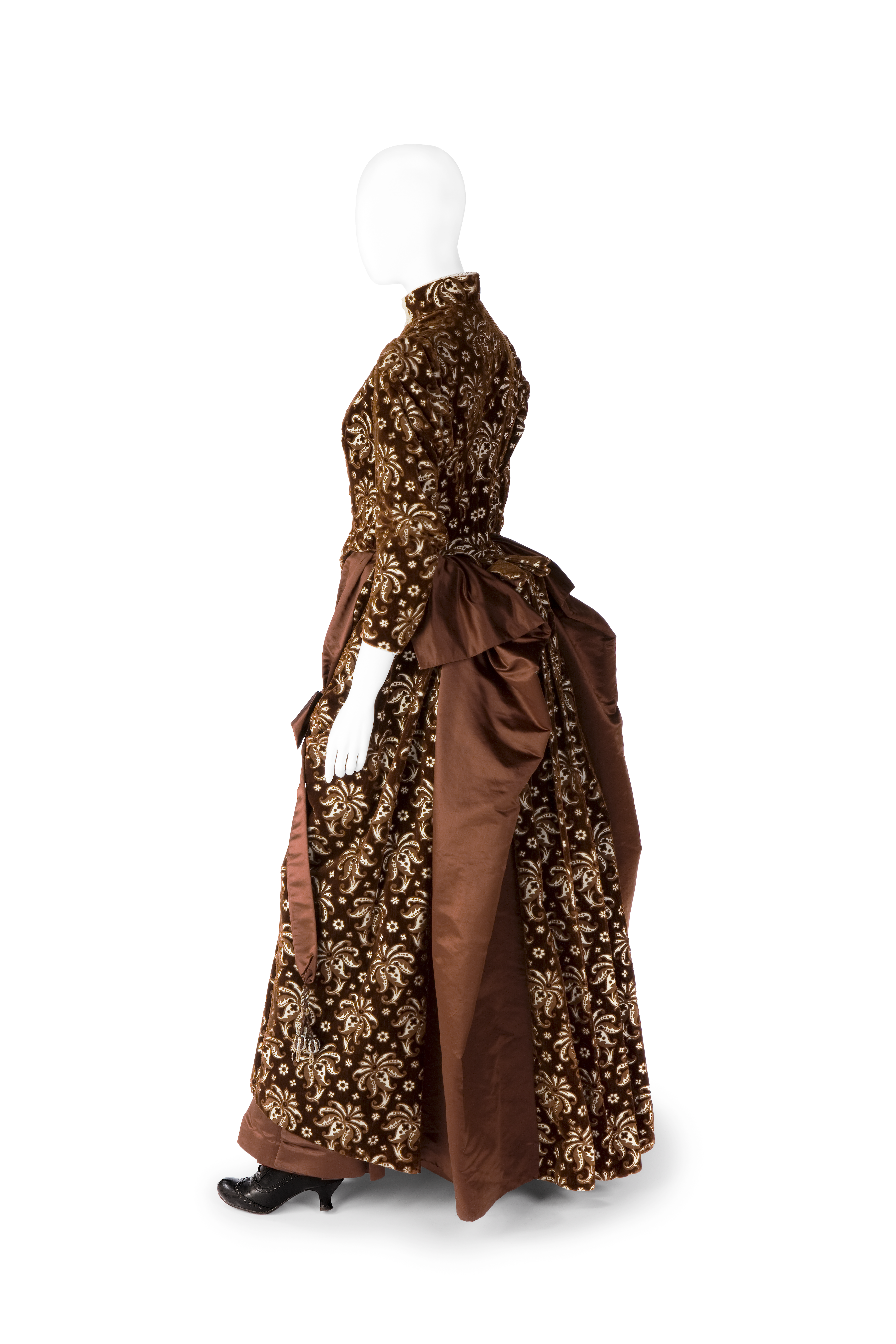
Klänning i brun silkessammet med turnyr, 1880-tal.